# Зислин, Александр Игоревич
Александр Игоревич Зислин (род. 4 июля 1997 года) — игрок в хоккей с мячом, нападающий сборной Германии.

## Карьера
Сын Игоря Зислина. Выступает за сборную Германии.
Также играет в хоккей с шайбой. Игрок молодёжной команды клуба Löwen Frankfurt.